# (36947) 2000 SW258
2000 SW258 (asteroide 36947) é um asteroide da cintura principal. Possui uma excentricidade de 0.06955290 e uma inclinação de 4.79799º.
Este asteroide foi descoberto no dia 24 de setembro de 2000 por LINEAR em Socorro.